# Kreuzberg (Arnsberg)
Der Kreuzberg ist ein 263 m ü. NHN  hoher Berg westlich der Altstadt von Arnsberg im Hochsauerlandkreis, Nordrhein-Westfalen. Er erhebt sich zwischen dem Tal der Ruhr im Osten und dem Walpketal im Westen. Nach Norden geht er in eine auch Alte Burg oder Römberg genannte Anhöhe über, auf dem sich die Rüdenburg befindet. Unmittelbar im Süden liegt der Arnsberger Ortsteil Seltersberg. Aus dem Ruhrtal führt ein Kreuzweg auf den Gipfel des Kreuzbergs, wo auch eine Kapelle steht.

## Kreuzweg

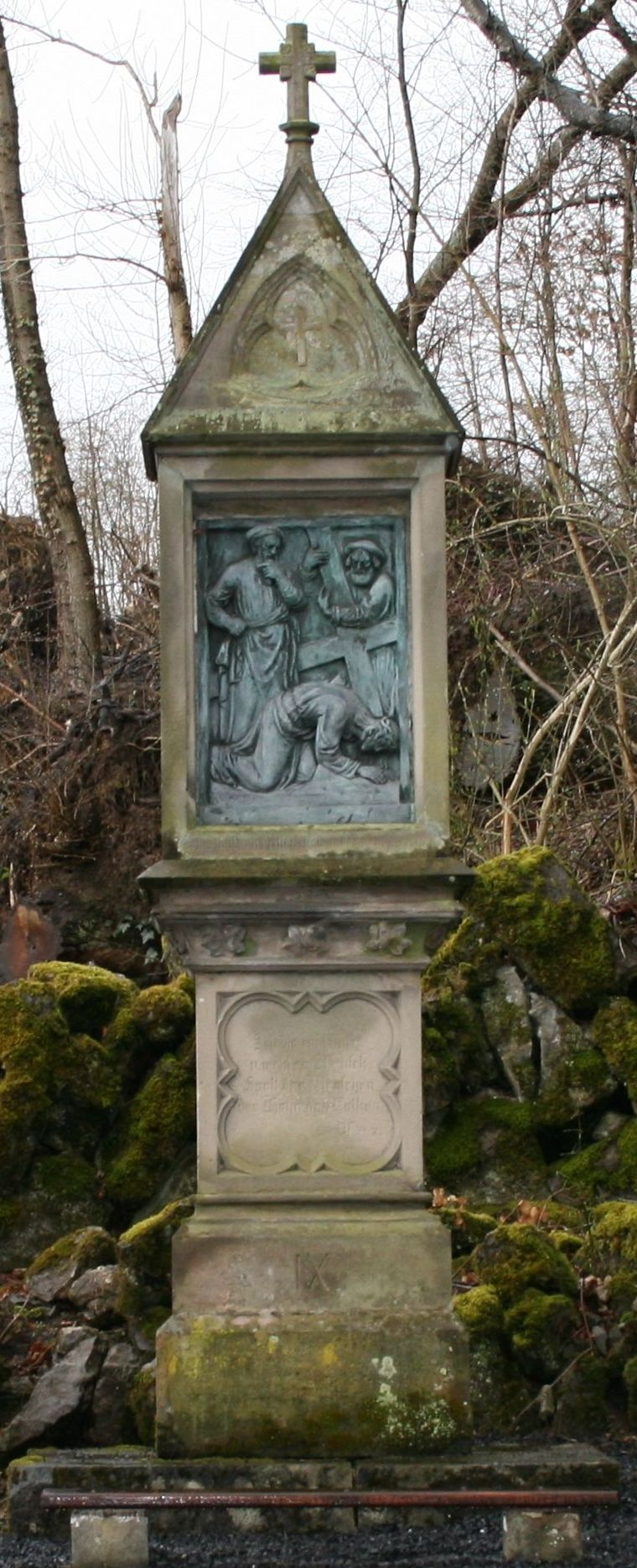
Station IX des Kreuzweges

Nach der Erhebung der Pfarrkirche St. Laurentius zur Propsteikirche 1859 kam in der Arnsberger Bürgerschaft der Wunsch nach einem neuen Kreuzweg auf. Der alte zwischen Stadt und Kloster Wedinghausen gelegene, war wegen der Bebauung seit 1818 verschwunden. Zu diesem Zweck bildete sich ein Bürgerkomitee, das aus Spenden und Stiftungen die Stationen des Kreuzweges unterhalb der alten Burg gegenüber der eigentlichen Stadt errichten ließ. Die Finanzierung wurde teilweise von Einzelpersonen übernommen, teilweise geschah dies durch Gruppen. Die vierte Station wurde von den „Frauen der Stadt Arnsberg“ und die fünfte von „den Männern der Stadt Arnsberg“ gestiftet. Eine weitere hat der örtliche Veteranenverein bezahlt.
Im Jahr 1862 wurde der Kreuzweg mit insgesamt vierzehn Stationen eingeweiht. Nach mutwilligen Beschädigungen einiger Stationen im Jahr 1924 wurden diese wiederhergestellt. Alle Stationen erhielten nun Bronzereliefs des Bildhauers Busch aus München.

## Kreuzbergkapelle

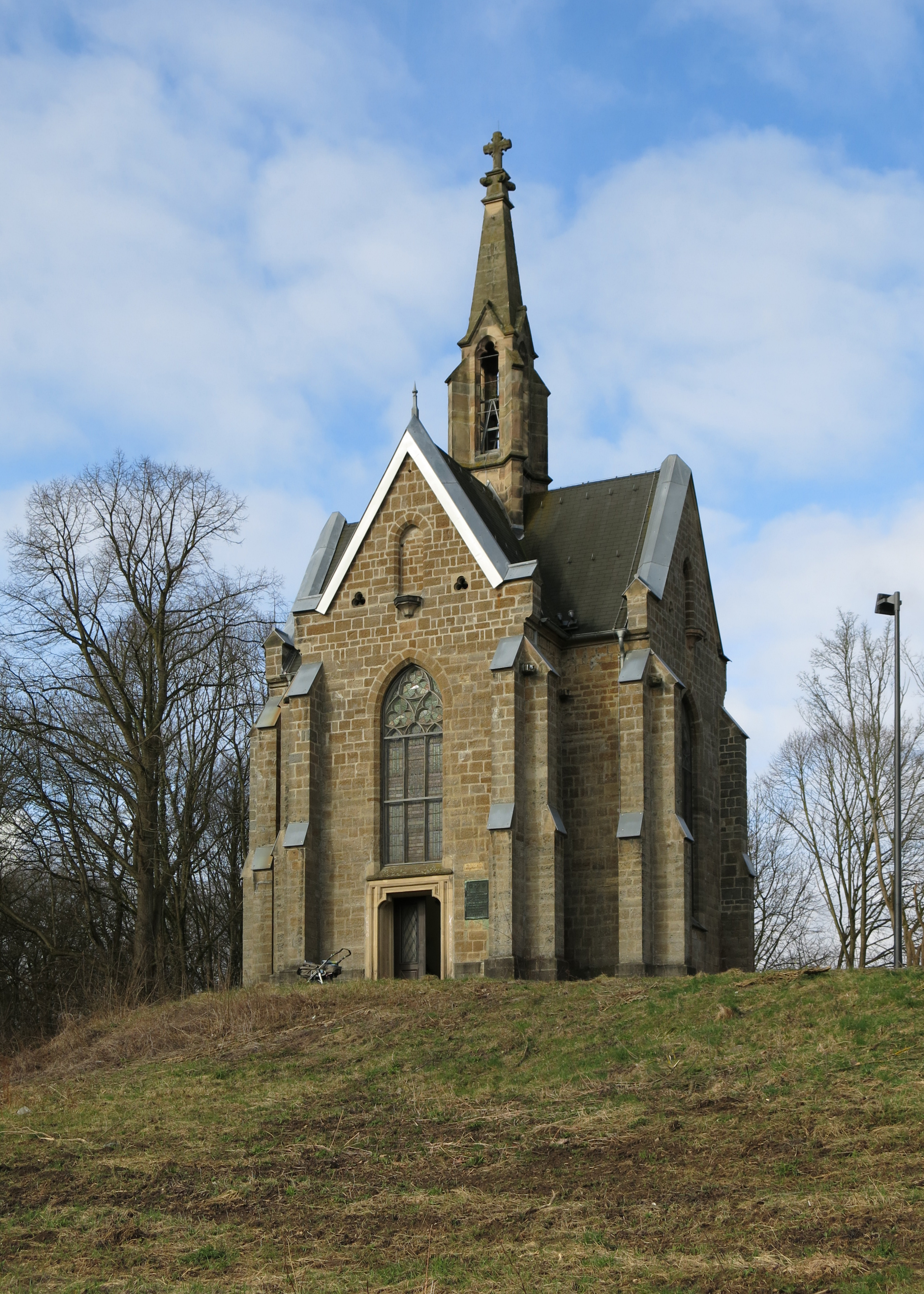
Kreuzbergkapelle

Die Kreuzbergkapelle aus dem 19. Jahrhundert markiert das Ende des Kreuzweges der Stadt. Der eigentliche Name ist „Kapelle zu den sieben Schmerzen Mariens.“ An Karfreitag des Jahres 1865 rief das Komitee zu Spenden für eine Kapelle als Endpunkt als Station der Auferstehung auf. Bislang stand auf dem Berg nur ein einfaches großes Kreuz. Mit dem Bau wurde der Architekt und Zeichner Karl Elis beauftragt, der zu dieser Zeit auch mit der Renovierung der Propsteikirche beschäftigt war.
Der Bau war 1868 vollendet. Geweiht wurde sie von Bischof Konrad Martin. Die Kapelle ist vom Geist der Spätromantik geprägt. Als Vorbild gilt die Apollinariskirche in Remagen, es gibt aber auch Beziehungen zum Neubau des Schlosses Herdringen. Der an beiden Bauten beteiligte Kölner Dombaumeister Ernst Friedrich Zwirner wird daher gelegentlich als der Zeichner der ursprünglichen Pläne genannt. Dafür gibt es aber keine zeitgenössischen Belege. Die Kapelle hat einen Kreuzgrundriss und wurde im neugotischen Stil mit einer Fiale als Glockendachreiter errichtet.
Kreuzweg und Kapelle sind nach Einschätzung des westfälischen Amtes für Denkmalpflege aus den 1980er Jahren: „unbestreitbar ein Gesamtkunstwerk von nationalem Rang und lebendig bewahrter Ausdruck der Neugotik und der Frömmigkeit jener Zeit.“

## Osterbrauchtum

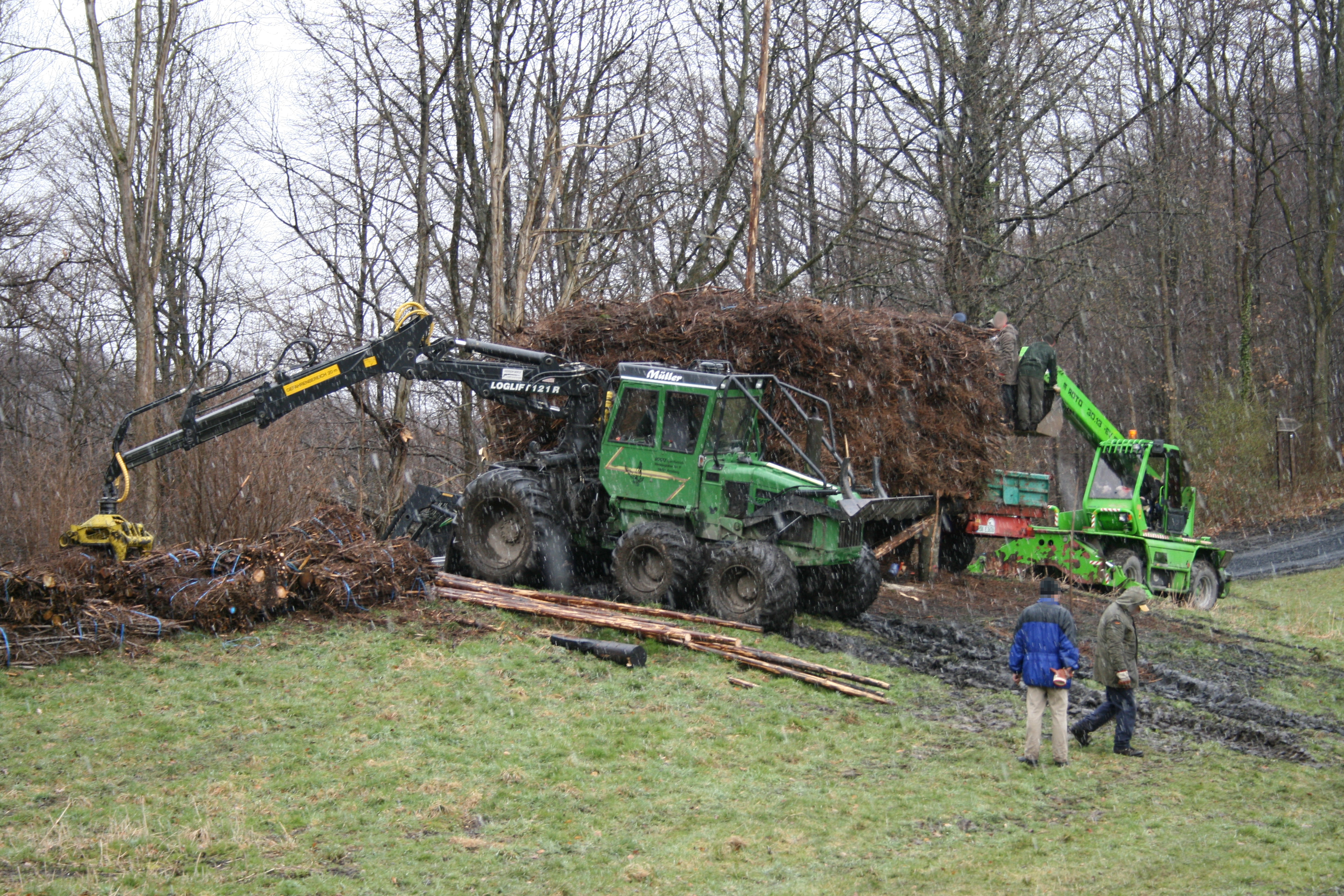
Aufbau des Osterfeuers 2008

Den Kreuzweg betend zieht alljährlich an Karfreitag morgens eine Prozession Gläubiger zur Kreuzbergkapelle hinauf. Am Abend des Ostersonntags findet in jedem Jahr ein Fackelzug auf den Kreuzberg statt. Anschließend wird auf der Wiese zwischen Kreuzberg und Alter Burg das Osterfeuer angezündet. Dieses ist eines der größten des Sauerlandes. Danach wird ein Höhenfeuerwerk abgebrannt.
In den ersten Jahrzehnten des 20. Jahrhunderts kümmerte sich ein eigener Osterfeuerverein um die Errichtung des Osterfeuers, seit 1929 ist der Arnsberger Heimatbund dafür verantwortlich.